# Władysław Antoni Kierdej
Władysław Antoni Kierdej herbu Bełty (zm. 3 stycznia 1693 roku) – chorąży grodzieński w latach 1685-1693.
Poseł sejmiku grodzieńskiego na sejm 1690 roku.